# Stanisław Kowalczyk (związkowiec)
Stanisław Kowalczyk (ur. 18 września 1942 w Szyszkach, zm. 2 marca 2021) – polski polityk, działacz związkowy, poseł na Sejm II kadencji.

## Życiorys
Syn Bolesława. Był absolwentem technikum budowlanego w Olsztynie. Był współtwórcą Związku Zawodowego „Budowlani” i długoletnim członkiem jego kierowniczych organów. Działał w Ogólnopolskim Porozumieniu Związków Zawodowych. Od 2002 do 2014 był przewodniczącym rady OPZZ w województwie warmińsko-mazurskim. W latach 1993–1997 sprawował mandat posła na Sejm II kadencji wybranego z listy Sojuszu Lewicy Demokratycznej w okręgu olsztyńskim.
W 1997 otrzymał Złoty Krzyż Zasługi.
Pochowany na cmentarzu komunalnym w Olsztynie-Dywitach.